# .cl
.cl — в Інтернеті, національний домен верхнього рівня (ccTLD) для Чилі.

## Домени 2-го та 3-го рівнів
В цьому національному домені нараховується близько 7,940,000 вебсторінок (станом на січень 2007 року).
У наш час використовуються та приймають реєстрації доменів 3-го рівня такі доменні суфікси (відповідно, існують такі домени 2-го рівня):
| Суфікс  | Регламентовані користувачі      |
| .co.cl  | Комерційні установи, корпорації |
| .fam.cl | Родини, приватні особи          |
| .gob.cl | Державні та урядові установи    |
| .gov.cl | Державні та урядові установи    |